# Charithra Chandran
Charithra Surya Chandran (IPA: [tʃəˈriːθrə ˈtʃændræn]; Perth, 17 gennaio 1997) è un'attrice britannica nota principalmente per la serie di spionaggio Amazon Freevee Alex Rider, la serie Netflix Bridgerton e la commedia romantica Come far innamorare Billy Walsh.

## Biografia

### Primi anni
Charithra Chandran è nata a Perth, Scozia, da una coppia di medici di discendenza indiana Tamil. A seguito della separazione dei genitori, quando aveva due anni, Chandran ha passato i seguenti due in India coi padre e i nonni nel Tamil Nadu, per poi fare ritorno in Regno Unito nel 2001, all'età di quattro anni, e iniziare a frequentare le elementari a Liverpool. Chandran ha in seguito frequentato la Moreton Hall Preparatory School nel Suffolk dai sei agli undici anni e si è stabilita ad Oxford con la madre durante l'adolescenza mentre il padre viveva in Galles, diplomandosi alla Oxford High School per poi conseguire un Bachelor of Arts in Filosofia, Politica ed Economia presso il New College di Oxford nel 2019.
Negli anni universitari si è unita ed ha partecipato a numerose produzioni al National Youth Theatre, ha lavorato part-time per il New Policy Institute e, dopo essersi presa un anno sabbatico, ha rinunciare ad un'offerta di lavoro del Boston Consulting Group decidendo di rendere la recitazione il suo impiego principale.

### Carriera
Nel 2021 Chandran è stata scritturata per il ruolo di Sabina Pleasance nel cast principale della seconda stagione del thriller di spionaggio Amazon Freevee Alex Rider. Avendo sostenuto l'audizione prima che la serie iniziasse la produzione, inoltre, nello stesso periodo Chandran ha inoltre vestito i panni di Edwina Sharma nella seconda stagione del dramma storico Netflix Bridgerton, prodotto da ShondaLand ed ispirato al romanzo Il visconte che mi amava; lavorando al fianco di Jonathan Bailey and Simone Ashley.
Nel giugno 2022, Chandran ha doppiato la cortigiana Camille in un adattamento radiofonico per BBC Radio 3 dell'opera teatrale di Pam Gems, Camille, basata sul romanzo La signora delle camelie di Alexandre Dumas figlio; ruolo che le è valsa la candidatura per il BBC Audio Drama Awards 2023 come miglior adattamento e l'ottenimento di una parte in un podcast di Meet Cute ispirato a Sogno di una notte di mezza estate di Shakespeare.
Nel 2024 ha debuttato nel Teatro del West End con Instructions for a Teenage Armageddon di Rosie Day. Nello stesso anno ha ottenuto il ruolo di protagonista nella commedia romantica di Prime Video Come far innamorare Billy Walsh e ha prodotto una webserie in sei episodi basata sul romanzo Song of the Sun God di Shankari Chandran.
Nell'agosto 2024 viene annunciato il suo ingresso nel cast della serie Netflix One Piece nel ruolo di Nefertari Bibi.

## Filmografia

### Attrice

#### Cinema
- Good Intentions, regia di Yasen Zates Atour - cortometraggio (2021)
- Eternals, regia di Chloé Zhao (2021)
- Class S, regia di Darryl Duah-Boateng - cortometraggio (2022)
- Testament: The Parables Retold, regia di Paul Syrstad (2022)
- Maya: Birth of a Superhero, regia di Poulomi Basu e CJ Clarke - cortometraggio (2024)
- Come far innamorare Billy Walsh (How to Date Billy Walsh), regia di Alex Pillai (2024)
- Fight or Flight, regia di James Madigan (2024)[23]

#### Televisione
- Alex Rider - serie TV, 7 episodi (2021)
- Bridgerton - serie TV, 8 episodi (2022)
- Dune: Prophecy - serie TV, 3 episodi (2024)[24]
- One Piece – serie TV (2026)[22]

#### Videoclip musicali
- Mosquito di PinkPantheress, regia di Sophie Muller (2023)[25]

### Doppiatrice
- Meet Cute - podcast, 6 episodi (2022)[26]
- Camille - radiodramma (2022)[27]
- Star Wars: Visions - serie TV, episodio 2x04 (2023)
- Nikhil & Jay - serie TV, 2 episodi (2024)

## Teatro
- Instructions for a Teenage Armageddon (Garrick Theatre, 2024)[28]

## Riconoscimenti
- National Television Awards
  - 2022 - Candiadatura all'attrice esordiente più popolare per Bridgerton[29]
- Glamour Awards
  - 2022 - Attrice esordiente più popolare per Bridgerton[30]

## Doppiatrici italiane
Nelle versioni in italiano delle opere in cui ha recitato, Charithra Chandran è stata doppiata da:
- Agnese Marteddu in Alex Rider
- Lavinia Paladino in Bridgerton
- Joy Saltarelli in Dune: Prophecy
- Vittoria Bartolomei in Come far innamorare Billy Walsh

Da doppiatrice, è stata sostituita da:
- Chiara Fabiano in Star Wars: Visions